# Nomada pyrifera
Nomada pyrifera är en biart som beskrevs av Cockerell 1918. Nomada pyrifera ingår i släktet gökbin, och familjen långtungebin. Inga underarter finns listade i Catalogue of Life.